# Docta Sanctorum Patrum
La Docta Sanctorum Patrum est une décrétale, déclarée par le pape Jean XXII en 1323 ou 1324. Avec ce décret, le Saint-Siège interdit l'Ars Nova, un nouveau mouvement dans le domaine du chant liturgique, afin de défendre le chant grégorien, chant ecclésiastique monodique. Si les décrétales au regard du chant ecclésiastique ne sont pas nombreuses, celle-ci est la plus importante, en raison de sa bonne connaissance concernant la nature du chant grégorien. Cependant, l'invention de nouvelle musique, enfin polyphonie, était si dynamique que cette interdiction n'était pas effectivement respectée.   

## Texte intégral en latin

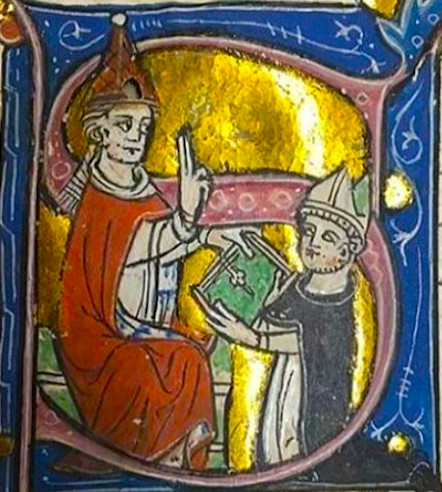
Pape Jean XXII (1244 - 1316 - † 1334) et évêque de Lodève.

- 1840 : dans les Institutions liturgiques de Dom Prosper Guéranger, premier abbé de l'abbaye Saint-Pierre de Solesmes, tome I, p. 396 - 397 [lire en ligne]

Il faut ajouter la datation supprimée. Selon le document suivant : « Datum Avenione, pontificatus nostri anno IX. »
- 2003 : Session de chant grégorien I, p. 17 - 18, note n°8 [PDF] [lire en ligne]

## Texte en français
« La docte autorité des Saints-Pères a décrété que dans les offices de la louange divine, signe de la soumission que nous devons à Dieu, l'esprit de chacun reste vigilant, que le discours ne trébuche pas et que la modeste gravité de ceux qui chantent s'exprime par une modulation sans heurts. « Car dans la bouche résonnait un doux son. » Ce doux son résonne toujours dans la bouche de ceux qui chantent les psaumes quand ils portent Dieu dans leur chœur ; tandis qu'ils prononcent les paroles, leur chant augmente la dévotion envers lui. Si on a décidé que l'on psalmodie dans l'Église de Dieu, c'est dans le but de stimuler la dévotion des fidèles ; dans cet office diurne et nocturne, ainsi que la célébration des messes, le clergé et le peuple chantent une mélodie distincte et pure sur une teneur choisie, de façon qu'ils aient le goût d'une même élévation et se réjouissent de cette perfection.  
Mais certains disciples d'une nouvelle école, s'appliquant à mesurer le temps, inventent des notes nouvelles, les préférant aux anciennes. Ils chantent les mélodies de l'Église avec des semi-brèves et des minimes, et brisent ces mélodies à coup de notes courtes. Ils coupent ces mélodies par des hoquets, les souillent de leur déchant, et vont même jusqu'à y ajouter des triples et des motets vulgaires, de sorte que, perdant de vue les fondements de l'antiphonaire et du graduel, ils méconnaissent les tons qu'ils ne savent pas distinguer, mais confondent au contraire, et sous la multitude des notes, obsurcissent les pudiques ascensions et les retombées du plain-chant, au moyen desquelles les tons eux-mêmes se séparent les uns des autres. Ainsi ils courent sans se reposer, ils enivrent les oreilles au lieu de les apaiser, ils miment par des gestes ce qu'ils profèrent, et, par tout cela, la dévotion qu'il aurait fallu rechercher est ridiculisée, et la corruption qu'il aurait fallu fuir est propagée.
Ce n'est pas inutilement que Boèce dit : « L'âme corrompue se délecte des modes les plus corrompus, et les entendant souvent, elle s'amollit et se dissout. » Nous avons donc pensé, avec nos frères, que ces choses manquaient de règles : aussi hâtons-nous de les interdire, de les chasser même, d'en purger efficacement l'Église de Dieu. C'est pourquoi, ayant pris conseil de nos frères, nous ordonnons que personne désormais n'ose perpétrer de telles choses ou de semblables, dans les dits offices, particulièrement dans les heures canoniales et la célébration des messes. Si quelqu'un agit contrairement, il sera puni par l'autorité de ce canon, de la suspension de sa charge pour huit jours, par les ordinaires des lieux où ces choses auront été commises, ou par leurs délégués, pour ceux qui ne sont pas exempts, et pour les exempts, par leurs prévôts ou leurs supérieurs, à qui il appartient de reconnaître les exés de ce genre et autres semblables, ainsi que la correction et punition des fautes. Par cette mesure, nous n'entendons pas empêcher que parfois, et surtout aux jours de fête, à savoir aux messes solennelles et dans les offices divins ci-dessus, on ne place sur le chant ecclésiastique tout simple quelques consonances qui en relèvent la mélodie, à savoir l'octave, la quinte, la quarte et les consonances du même ordre, mais toujours de telle sorte que l'intégrité du chan lui-même demeure inviolée, que rien ne soit changé de ce chef au rythme correct de la musique, et pourvu surtout que l'on apaise l'esprit par l'audition de telles consonances, que l'on provoque la dévotion, et que l'on ne permette pas d'engourdir l'âme de ceux qui chantent à Dieu.
Fait et donné à Avignon, l'an IX de notre pontificat. »

- Voir aussi : traduction de Dom Prosper Guéranger (1840) [lire en ligne]

## Citations
Cette décrétale était parfois citée, afin de défendre ou d'expliquer le chant ecclésiastique monodique. 

### Léonard Poisson (1750)
L'abbé Leonard Poisson était un véritable défenseur du chant grégorien, en dépit d'une forte tendance pour le plain-chant ou le chant gallican. Ce curé de Marsangis sortit en 1750 son livre le Traité théorique et pratique du plain-chant appellé (sic) Grégorien dans lequel la Docta Sanctorum était citée [lire en ligne]. L'abbé Poisson souhaitait, tout comme Jean XXII, que les disciplines de modes grégoriens soient proprement respectées, sans mauvaise pratique du faux-bourdon ou du contrepoint.

### Joseph d'Ortigue (1856)
Le 26 décembre 1856, Joseph d'Ortigue écrivit la préface de son nouveau livre Traité théorique et pratique de l'accompagnement du plain-chant, en citant la Docta Sanctorum, de la deuxième paragraphe : Adeo ut interdum Antiphonarii et Gradualis fundamenta despiciant, ignorent super quo ædificant, tonos nesciant, quos non secernunt, imo confudent [lire en ligne]. En effet, à cette époque-là, le chant grégorien ou plain-chant subissait une énorme difficulté, avec les harmonisations et accompagnement sans règle, surtout à la suite de l'invention de l'harmonium. Pour l'auteur, il s'agissait d'une nouvelle décadence détériorant la musique liturgique.

### Maricarmen Gómez (1991)
S'il est difficile à évaluer l'influence de Docta Sanctorum, l'étude de Maricarmen Gómez présente que Francesc Eiximenis († 1409) ayant étudié à Toulouse paraphrasa la décrétale de Jean XXII, dans son œuvre Primer del Crestià (Premier livre du Chrétien), chapitre XXXIII. Il semble que celle-ci ait été rédigée vers 1379. Il est à remarquer qu'à la cathédrale Sainte-Marie de Tolède où on gardait longtemps la tradition du chant monodique, Bartolomé de Quevedo, qui fut le maître de chapelle entre 1553 et 1563, aussi paraphrasait la Docta Sanctorum. Il s'agit de l'indice que la décrétale était respectée, même si cela était loin d'être une tendance, dans la péninsule ibérique.

### Prosper Guéranger (1840) et Daniel Saulnier (2003)

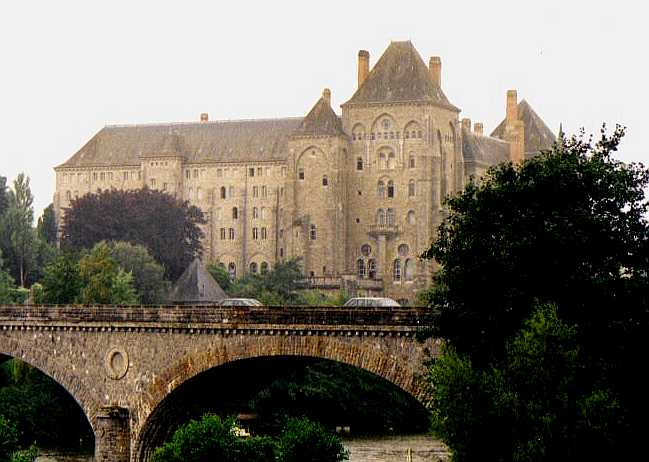
Auprès de l'abbaye Saint-Pierre de Solesmes, devenu jeune abbé en 1837, Dom Prosper Guéranger distinguait la qualité de cette décrétale dans la tradition liturgique. Car, il cherchait la meilleure façon afin de rétablir la liturgie ancienne, au lieu du gallicanisme. C'est la raison pour laquelle, en 1840, il cita le texte intégral dans l'un de ses premiers livres, les Institutions liturgiques, tome I.

Dom Daniel Saulnier auprès de l'abbaye Saint-Pierre de Solesmes, docteur en musicologie médiévale et professeur à l'Institut pontifical de musique sacrée, est de nos jours considéré comme le meilleur spécialiste du chant grégorien. Il effectua ses trois sessions très importantes du chant grégorien, réservées aux religieux, entre 2003 et 2005. En septembre 2003, il leur présenta la valeur de la décrétale de Jean XXII. Ce dernier se borna, soulignait-il, à réclamer une grande modération dans le traitement du texte liturgique que le chant grégorien respecte toujours depuis sa composition ainsi qu'à condamner le hoquet, la trop grande subdivision des valeurs et le chant ardent ainsi que l'usage de la langue vulgaire à l'Église. 
Il appuyait également que le pape avait commencé ce document, tout d'abord, avec la définition précisée de la musique sacrée de l'Église.
La première citation de Jean XXII est identifiée par le professeur Saulnier : « In ore eorum dulcis resonabat sonus (Car dans la bouche résonnait un doux son). » Il s'agit du verset du livre de Siracide 47, 9,.

« il (Jean XXII) explique cette citation : Le son doux suave résonne dans la bouche de ceux qui psalmodie, quum Deum corde suscipiunt, dum loquantur verbis : ils reçoivent Dieu dans leur cœur. Quand les psalmodiants réalisent[-ils] ce son d'une doucheur recommandée ? Lorsqu'ils reçoivent Dieu dans leur cœur en prononçant les paroles, in ipsum quoque cantibus devotionem accendunt : en faisant cela, ils enflamment la dévotion. C'est un raccourci étonnant et voilà pourquoi, dans l'Église de Dieu, on recommande de chanter la psalmodie. L'idée de la qualité de la parole revient encore juste après dans le document lorsqu'il explique comment l'on chante dans les offices, la messe, que ce soit pour les clercs ou pour le peuple. »

Enfin, voici la conclusion de Dom Saulnier :

« Ce document est très intéressant, car il montre que les procédés musicaux et leur déformation intéressent le jugement de l'Église, dans la mesure où cela va interférer sur la Parole. Vous ne trouverez pas mieux dans le document de saint Pie X, et pas mieux surtout dans le texte sur la musique sacrée de Vatican II. »

### Florence Mouchet (2007)
Lors du 45e colloque de Fanjeaux Jean XXII et le Midi tenu en 2007, Florence Mouchet, musicologue à l'université de Toulouse, présenta son étude concernant cette décrétale (voir ci-dessous, 2009) :

« C'est en effet l'un des rares textes médiévaux conservés qui manifeste un point de vue esthétique tout autant que moral sur la polyphonie religieuse du début XIVe siècle ... »